# Жидачівський повіт
Жидачівський повіт — історична адміністративна одиниця на українських землях, що входила до складу Австро-Угорщини, Західно-Української Народної республіки, Республіки Польща та УРСР (в складі СРСРР) та України. Адміністративним центром повіту було місто Жидачів.

## Австро-Угорщина
До Жидачівського повіту  у 1867 р. було приєднано Миколаївський повіт з 36 ґмінами, та Журавненський повіт з 37 ґмінами. Однак поділ судових органів у вигляді двох окремих адміністрацій зберігався попереднім до 1882 р., коли з них було утворено ще й Жидачівську повітову судову адміністрацію, до якої включено 24 громади, ґміна Станькова була передана Калуському повіту, а ґміна Журів — Рогатинському повіту ще до Першої світової війни.
На 1910 р. повіт поділявся адміністративно на 76 громад, земельно — на 61 кадастральну гміну та займав площу 936 км². Населення повіту становило: на 1900 р.— 74 158 осіб, на 1910 р. — 83 339 осіб.

## У складіЗУНР
Встановлював українську владу в Жидачеві й повіті чотар Іван Голембійовський з допомогою Жидачівського декана о. Івана Головкевича і пароха с. Іванівці о. Івана Щербанюка вночі з 31 жовтня на 1 листопада 1918 року. У листопаді 1918 р. І. Голембійовський вишколив сотню, з якою відбув на фронт під Львів.
Повіт входив до Стрийської військової округи Станиславівської військової області ЗУНР. Повітовим комісаром спочатку був Іван Білинський, директор школи в Пчанах; з 8 листопада 1918 р. — д-р Михайло Качмарський, комісар староства. В місті Миколаїв міським комісаром (бургомістром) обраний землероб Андрій Гірник. Делегат до УНРади від повіту обраний Микола Левицький.

## У складі  Польської Республіки
Включений до складу Станиславівського воєводства після утворення воєводства у 1920 році на землях ЗУНР. До складу повіту входило 101 поселення (з них 4 міста, 70 сільських гмін і 24 фільварки та 3 знелюднілі поселення) зі 39 865 житловими будинками. Загальна чисельність населення повіту складала 77 024 осіб (за даними перепису населення 1921 року), з них 56 724 — греко-католики, 14 799 — римо-католики, 5 352 — юдеї, 149 — інших визнань.

### Зміни адміністративного поділу

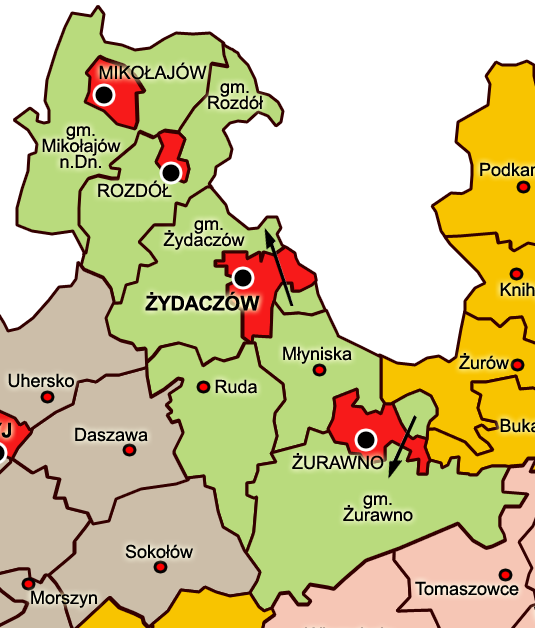
Жидачівський повіт

1 квітня 1927 р. вилучено частину сільської гміни Пчани і утворено самоврядну гміну Воля Любомирська. Також 1 квітня 1927 р. до міста Журавно приєднане село Побережжя.
Розпорядженням Ради міністрів 28 травня 1934 року сільські гміни Баліче Подґурне (Баліче Зажечне), Баліче Подружне і Юсептиче з Жидачівського повіту вилучили і включили до Стрийського.
1 серпня 1934 р. було здійснено новий поділ на сільські гміни шляхом об'єднання дотогочасних (утворених ще за Австро-Угорщини) ґмін, які позначали громаду села. Новоутворені ґміни відповідали волості — об'єднували громади кількох сіл або (в дуже рідкісних випадках) обмежувались єдиним дуже великим селом.

#### Міста (Міські ґміни)
1. м. Жидачів
2. містечко Журавно — місто з 1934 р.
3. містечко Миколаїв над Дністром — місто з 1934 р.
4. містечко Розділ — місто з 1934 р.

#### Сільські ґміни
Кількість:
1920—1934 рр. — 68
1934 рр. — 65
1934—1939 рр. — 6
| Об'єднані сільські ґміни 1934 року | Об'єднані сільські ґміни 1934 року | Старі сільські ґміни | Кількість |
| ---------------------------------- | ---------------------------------- | --- | --------- |
| 1                                  | Ґміна Жидачів                      | Вільхівці, Воля Любомирська (з 01.04.1927), Волиця-Гніздичівська, Гніздичів, Дем'янка-Лісна, Дем'янка-Наддністрянська, Заріччя, Іванівці, Рогізно, Пчани, Межиріччя, Тейсарів, Туради  | 13        |
| 2                                  | Ґміна Журавно                      | Буянів, Володимирці, Дубравка, Корчівка, Которини, Ляховичі Подорожні, Ляховичі Зарічні, Лютинка, Лисків, Монастирець, Мельнич Новошини, Протеси, Тернавка, Чертіж                     | 14        |
| 3                                  | Ґміна Миколаїв над Дністром        | Веринь, Воля Вєлька (Велика Воля), Демня, Дроговиже (Дороговиж), Надятиче (Надтичі), Розвадув (Розвадів), Руднікі (Рудники), Стульско (Стільсько), Тросцянєц (Тростянець), Усцє (Устя) | 10        |
| 4                                  | Ґміна Млиниська                    | Антонівка, Баківці, Бережниця, Журавків, Заболотівці, Любша, Млиниська, Мазурівка, Смогів                                                                                              | 9         |
| 5                                  | Ґміна Розділ                       | Бжезіна (Березина), Держув (Держів), Ілув (Ілів), Кійовєц (Київець), Крупско (Крупське), Малєхув (Малехів), Пясечна (Пісочна), Черніца (Черниця)                                       | 8         |
| 6                                  | Ґміна Руда                         | Ганнівці, Жирівське, Крехів, Лівчиці, Махлинець, Нове Село, Облазниця, Покрівці, Руда, Сидорівка, Сулятичі                                                                             | 11        |
| ліквідовано                        | ліквідовано                        | Побережжя (до 01.04.1927) | 1         |
| передано до Стрийського повіту     | передано до Стрийського повіту     | Баліче Подґурне (Баліче Зажечне) (Баличі Зарічні) (до 28.05.1934), Баліче Подружне (Баличі Подорожні) (до 28.05.1934), Юсептиче (Йосиповичі) (до 28.05.1934)                           | 3         |

### Населення
Українці-грекокатолики становили 75 % населення повіту (1907).
У 1939 році в повіті проживало 90 330 мешканців (69 030 українців-грекокатоликів — 76,42 %, 6 595 українців-латинників — 7,3 %, 6 265 поляків — 6,94 %, 785 польських колоністів міжвоєнного періоду — 0,87 %, 5 635 євреїв  — 6,24 % і 2 040 німців та інших національностей — 2,26 %).

## У складі СРСР
27.11.1939 постановою Верховної Ради УРСР Жидачівський повіт включений до новоутвореної Дрогобицької області. 17 січня 1940 року територія Жидачівського повіту поділена на райони кожен із кількох ґмін:
- Жидачівський — з міської ґміни Жидачів та сільських Жидачів і Руда;
- Журавнівський — з міської ґміни Журавно та сільських Жидачів і Млиниська;
- Миколаївський .— з міських ґмін Миколаїв і Розділ та сільських Миколаїв над Дністром і Розділ.

## Сучасність
Територія кол. Жидачівського повіту тепер перебуває у складі Стрийського району, Львівської області.